# Joop van Lunteren
Johannes Petrus Hendricus (Joop) van Lunteren (Vrijenban, 19 september 1882 – Den Haag, 11 maart 1958) was een Nederlandse beeldhouwer.

## Leven en werk
Van Lunteren kreeg zijn opleiding monumentale- en beeldhouwkunst bij Jean Hubert Lauweriks (architect, tekenaar en graficus) en Albert Louis Oger (architect en tekenaar) aan de School voor Kunstnijverheid in Haarlem. Hij werkte na zijn opleiding veelvuldig samen met architecten en door hen aangetrokken beeldhouwers aan de verfraaiing van grote bouwprojecten voor overheden en bedrijven met beeldhouwwerk.
Zo gaf Hendrik van den Eijnde leiding aan het beeldhouwersatelier met Hildo Krop, Anton Rädecker, Jan Havermans en Joop van Lunteren bij de versiering met ornamenten van het Scheepvaarthuis in Amsterdam, dat in 1916 werd voltooid. Dit atelier gaf een grote impuls aan het opleven van de steenbeeldhouwkunst, waar het steenhakken weer kon worden geleerd. Zo volgden nog bouwprojecten in Rotterdam, Den Haag, Enschede en Maastricht.
De kunstenaar woonde tot zijn dood in 1958 in Den Haag.

## Werken (selectie)
- Ornamenten Scheepvaarthuis (1916) in Amsterdam
- Ornamenten Hoofdpostkantoor (1919) in Maastricht
- Ornamenten ("Iconen van de Post") Directie der Posterijen (1920), Kortenaerkade in Den Haag
- Ornamenten gevel voormalig Hoofdpostkantoor (1923), Coolsingel in Rotterdam
- Ornamenten Centrale Bibliotheek (1923), Nieuwemarkt in Rotterdam
- Ornamenten kantoorgebouw Petrolea (later Esso) (1924), Zuid-Hollandlaan in Den Haag
- Beeldengroep Maurits en zijn gevolg (1932), brugleuning Herengracht in Den Haag
- Ornamenten Stadhuis (1933) in Enschede
- Twee beelden (1937), brugleuning Conradbrug in Den Haag

## Fotogalerij

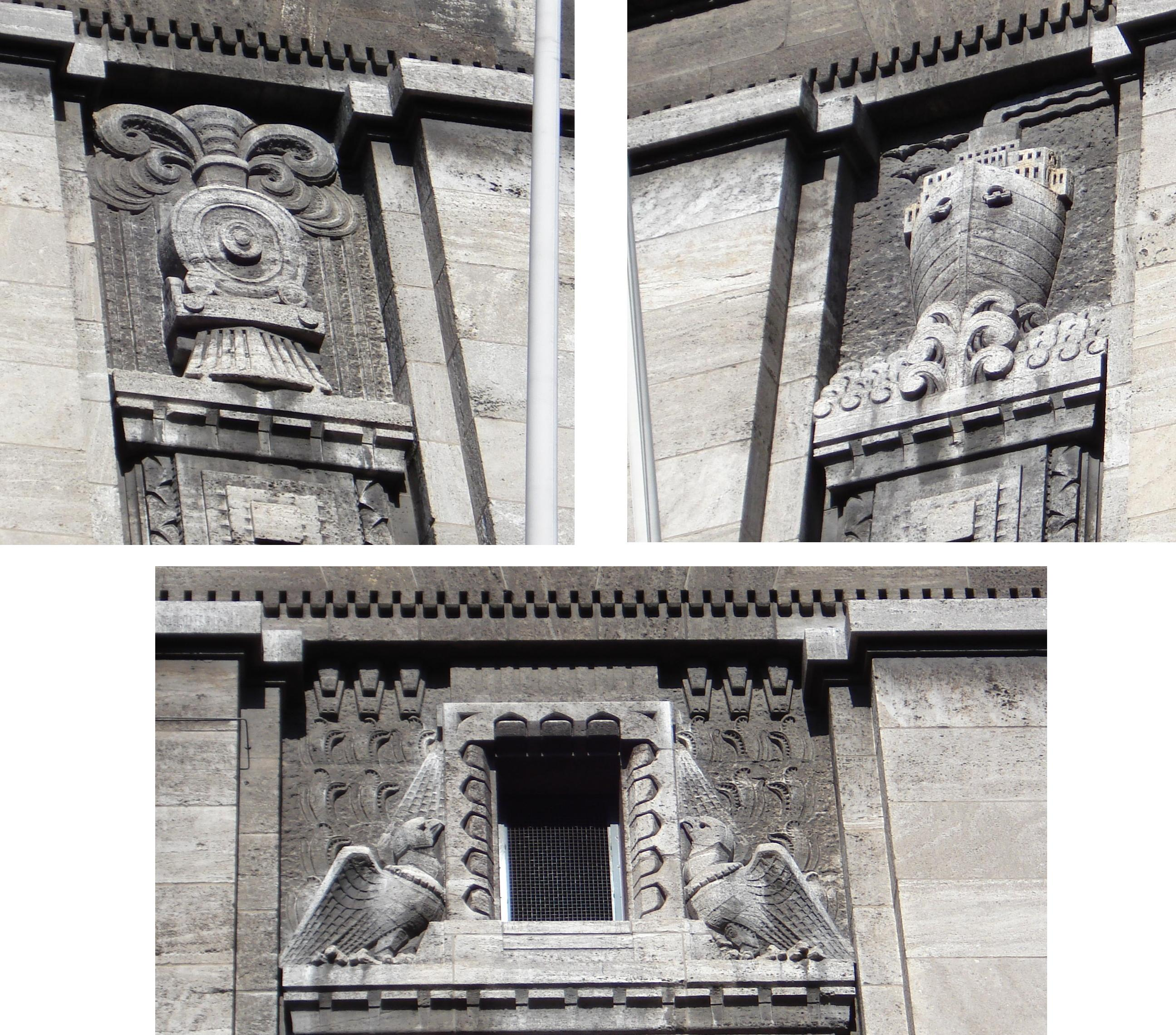
Gevel voormalig Postkantoor Rotterdam
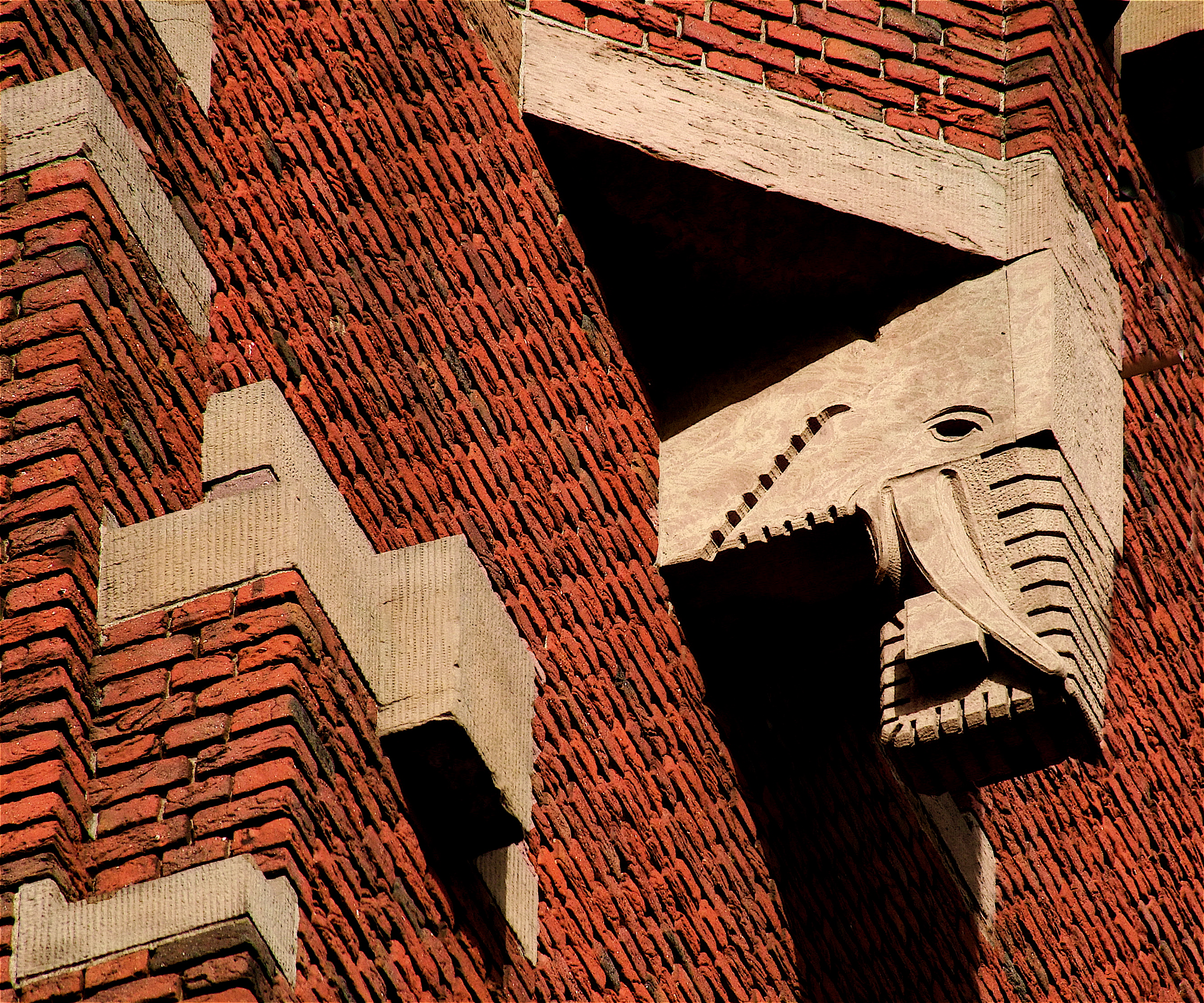
Gebouw Petrolea, Den Haag
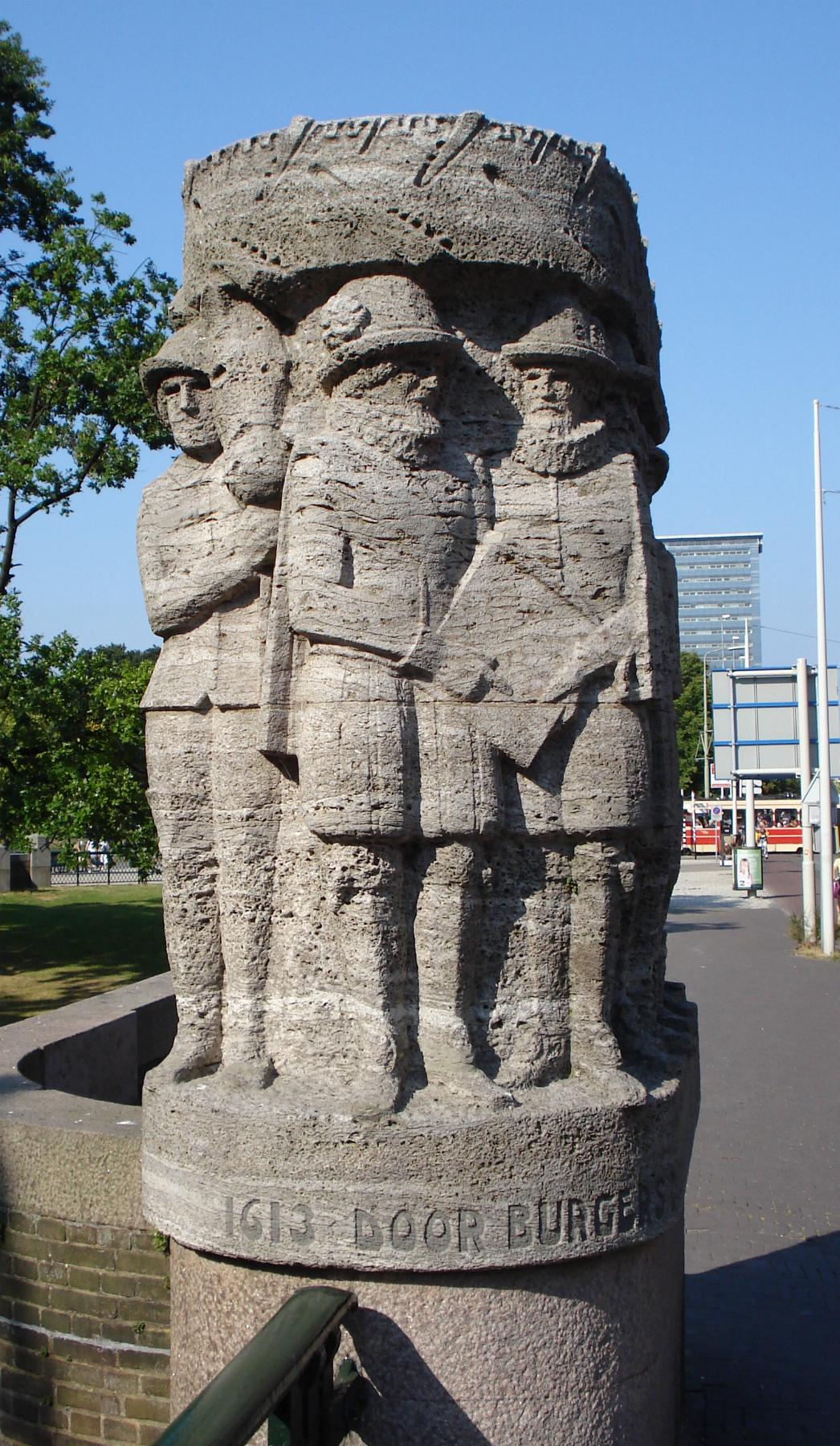
Prins Maurits en gevolg, brugleuning Herengracht, Den Haag
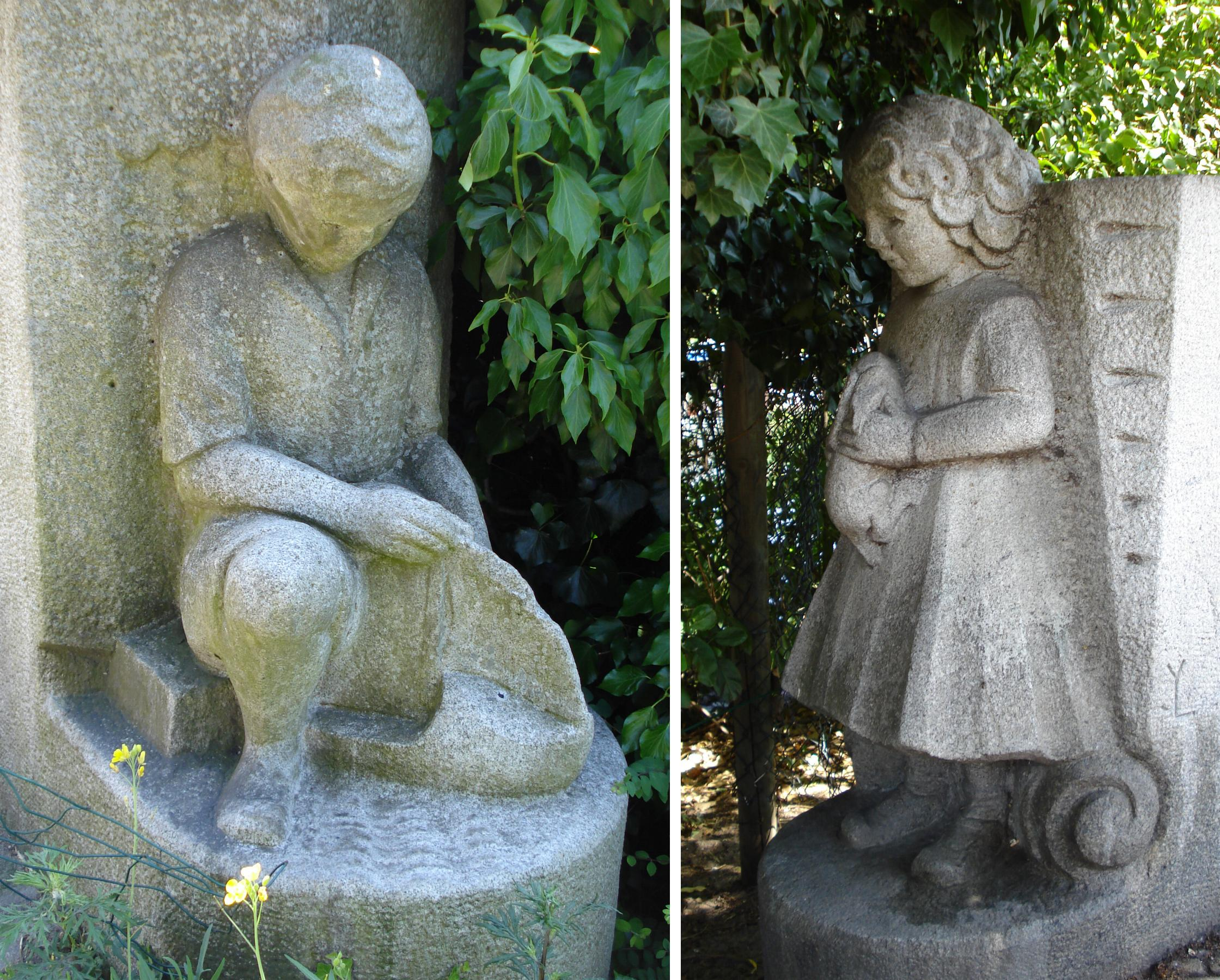
Brugleuning Conradbrug, Den Haag